# Uno (песня Little Big)
«Uno» (с исп. — «Один») — песня российской панк-поп-рэйв-группы Little Big, выпущенная 13 марта 2020 года лейблами Warner Music Russia и Little Big Family на цифровых носителях, с которой группа должна была представить Россию на конкурсе песни «Евровидение-2020».
«Uno» вошла в официальный саундтрек игры Just Dance 2021.

## История
2 марта 2020 года в эфире информационной телевизионной программы «Время» «Первый канал» объявил о своём решении направить на конкурс песни «Евровидение-2020» российскую панк-поп-рэйв-группу Little Big. Во время объявления был показан отрывок будущей конкурсной песни, которую группа выбрала из нескольких новых композиций, уже готовых, но ещё не выпущенных в прокат к моменту объявления представителя России на конкурс. 12 марта 2020 года стало известно название этой песни — «Uno».

## Видеоклип
Премьера песни и клипа состоялась 12 марта 2020 года в эфире развлекательной программы «Вечерний Ургант» на «Первом канале», а в 1 час ночи 13 марта по московскому времени — на официальном YouTube-канале Eurovision Song Contest.
Помимо четырёх постоянных участников Little Big — Ильи Прусикина, Софьи Таюрской, Сергея Макарова и Антона Лиссова, в клипе приняли участие фронтмен группы The Hatters Юрий Музыченко, солистка группы «Ленинград» Флорида Чантурия и танцор Дмитрий Красилов.
Образы в клипе выполнены в стилистике 1970—1980-х годов: на участниках надеты приталенные рубашки и брюки клёш. На протяжении всего клипа на лицах исполнителей серьёзные выражения лиц, за счёт чего достигается дополнительный комический эффект.

### Популярность видеоклипа
В 17:05 по московскому времени 13 марта, спустя 16 часов после публикации на канале «Евровидения» в YouTube, видео стало лидером как по количеству просмотров, так и по количеству лайков среди всех официальных видеозаписей выступлений и видеоклипов на песни, участвующие в конкурсе в 2020 году, многие из которых были опубликованы несколькими неделями ранее. За первые сутки видео набрало 8,3 миллиона просмотров и 560 тыс. лайков и попало во вкладку «Тренды» YouTube в 28 странах-участницах «Евровидения». 16 марта 2020 года, на четвёртые сутки после публикации, видеоклип набрал более 1,3 миллионов лайков, и по этому показателю вышел на первое место среди всех опубликованных с 2007 года роликов на канале.
Танец и выражение лица Дмитрия Красилова, танцующего в видеоклипе вог, стали отдельным интернет-мемом. Многие называли танцора главной составляющей видеоклипа, он был отмечен как в российских СМИ, так и иностранными блогерами. Спустя три дня после премьеры в СМИ появилась новость об онлайн-петиции русскоязычных пользователей интернета, призвавших российскую делегацию задействовать Красилова также в номере группы на самом «Евровидении». Опубликованную на change.org петицию в первый день подписали около 4 тысяч человек.
Запущенный Little Big флешмоб быстро подхватили другие пользователи. В период с 12 по 20 марта в соцсетях появилось более 10 тысяч постов с хэштегом #unovisionchallenge.
19 июля 2020 года видеоклип стал самым просматриваемым видео на официальном YouTube-канале Eurovision, набрав более 133 миллионов просмотров. Позднее видеоклип набрал более 295 миллионов просмотров.

## Конкурс Евровидение
12 мая 2020 года группа Little Big должна была представлять Россию в первом полуфинале на 65-м юбилейном конкурсе песни «Евровидение-2020» в Роттердаме (Нидерланды). Однако 18 марта 2020 года Европейский вещательный союз объявил об отмене конкурса из-за пандемии коронавирусной инфекции COVID-19. Группа с пониманием отнеслась к данному решению и поблагодарила поклонников за поддержку.

## Отзывы
На момент выхода песня и клип получили в основном негативные отзывы от российских журналистов и деятелей шоу-бизнеса, обвинявших «Uno» в отсутствии «хитовости», а группу — в неудачной попытке сделать пародию на типичный номер «Евровидения». Ряд публичных персон и публицистов, такие как Яна Рудковская, Армен Гаспарян, редактор «Собеседника» Константин Баканов, музыкальный критик Александр Беляев, Артур Гаспарян, Сергей Соседов, Андрей Тропилло и другие, усомнились в успехе коллектива на конкурсе, часть из них выразили надежду, что группе поможет то, что она уже успела завоевать популярность за рубежом, сравнивая Little Big с группой t.A.T.u., которая представляла Россию на «Евровидении-2003» и также имела популярность за границей.
Борис Барабанов назвал песню «игрушечным турбо-латино, которое невозможно не запомнить», найдя в ней «отголоски отечественной эстрады начала 1990-х вроде группы „Кар-Мэн“».
Редакторы базирующегося в Лондоне самого популярного сайта о «Евровидении» wiwibloggs Уильям Ли Адамс и Дебан Адереми похвалили Little Big за «высмеивание клише, связанных с „Евровидением“», сделанное при этом с уважением к истории конкурса. Сравнив заявку группы с участниками «Евровидения» Родольфо Чикиликуатре (Испания, 2008) и Zdob și Zdub (Молдова, 2011), они отметили, что c «Uno» Little Big не делает всю ставку на «ухищрения», поскольку сама песня «хорошо построена», обладает «отличной мелодией» и «убийственным хуком», из-за чего её «с лёгкостью можно представить на радио, Spotify, в фильмах и рекламе». Несмотря на визуальную составляющую клипа, отсылающую зрителей к выступлению группы ABBA с песней «Waterloo» на «Евровидении-1974», песня укладывается в мейнстрим современной поп-сцены и принимает во внимание тренд на латиноамериканскую музыку, по мнению Адамса и Адереми, которые провели аналогии между «Uno» и песней «Despacito» пуэрто-риканского певца Луиса Фонси. Главным же преимуществом коллектива остаётся «игривость» и веселье, посыл участия Little Big в конкурсе — «не нужно относиться к себе слишком серьёзно», заключили редакторы wiwibloggs.
Робин Мюррей из британского Clash Magazine назвал песню «грандиозной», охарактеризовав сингл как «дикий, совершенно взбалмошный и абсолютно уморительный», добавив, что подобные номера «делают Евровидение замечательным».
Обозреватели британского интернет-издания The Line of Best Fit положительно отозвались о песне, назвав её «изумительной смесью латинской поп-музыки, диско и EDM». Обозреватели сайта также отметили сопровождающий песню танец, назвав его «уморительным», а группу — «возможно, самым эксцентричным» участником года.
Редактор берлинской ежедневной газеты Die Tageszeitung журналист Ян Феддерсен назвал участие группы в конкурсе «свежим ветром», сравнив Little Big с «Бурановскими бабушками», представлявшими Россию в 2012 году; по его мнению, оба коллектива представляют «что-то оригинальное, идущее вразрез с конкурсным мейнстримом». С ними же, а также с представительницей Украины 2007 года Веркой Сердючкой сравнили песню на сайте польской радиостанции Radio Eska. По мнению редакции, «Uno» вызывает позитивные ассоциации с песнями прошлых десятилетий, приведя в пример хит «Barbie Girl» группы Aqua. С ним же «Uno» сравнил испанский интернет-портал Los Replicantes, описав песню как «весёлую», «свежую» и «неординарную».
Редакция сайта Национальной телерадиокорпорации Испании RTVE назвала группу «оригинальной и освежающей», а песню — одним из фаворитов года, благодаря «уникальности, ритму и сумасшедшему видеоклипу».
Джейми Табберер из британского таблоида Metro назвал видеоклип группы «эпичным», а саму песню «потрясающей», сравнив сочетание поп-музыки, диско и «возможно, даже немного сальсы» с хитом «I Like It» американской рэперши Карди Би.
Британский интернет-портал PopSugar писал, что претендент от России «ошеломил нас», назвав видеоклип «чокнутым» и «стоящим ожидания».
Андре Баллин из немецкой Handelsblatt назвал клип «идеальной сатирой», а участники группы, по его мнению, в совершенстве следуют главному её правилу, сохраняя серьёзное выражение лиц. Баллин назвал «Uno» «не менее заразительной», чем «Skibidi», а также позитивно оценил контраст между большинством участников конкурса от России, делавших ставку на «смертельную серьёзность» и пафос, и самоиронией Little Big.

## Издания
- Цифровая загрузка

1. «Uno» — 2:40 (13 марта 2020 года)

- Цифровая загрузка — Евровидение-2020 / Россия / Караоке-версия

1. «Uno» (Евровидение-2020 / Россия / Караоке-версия) — 2:39 (17 мая 2020 года)

## Участники записи
Музыканты
- Илья «Ильич» Прусикин — вокал
- Софья Таюрская — вокал

Производство
- Денис Цукерман — автор песни, продюсер
- Илья Прусикин — автор песни, продюсер
- Виктор Сибринин — продюсер
- Алина Пязок — режиссёр видеоклипа

## Чарты
| Чарт (2020)                        | Высшая позиция |
| ---------------------------------- | -------------- |
| Apple Music                        | 1              |
| iTunes                             | 1              |
| Яндекс.Музыка                      | 1              |
| Россия (Deezer)                    | 1              |
| ВКонтакте                          | 2              |
| Россия YouTube Music               | 3              |
| Zvooq.online                       | 7              |
| Литва (AGATA)                      | 33             |
| Украина Airplay (TopHit)           | 1              |
| Венгрия (Single Top 40)            | 21             |
| Эстония (Eesti Tipp-40)            | 9              |
| Латвия (LaIPA)                     | 67             |
| Шотландия (Scottish Singles Chart) | 97             |

## История релиза
| Регион | Дата          | Формат                      | Лейбл             | Прим.  |
| ------ | ------------- | --------------------------- | ----------------- | ------ |
| Мир    | 13 марта 2020 | Цифровая загрузка, стриминг | Little Big Family | [ 64 ] |